# 生物地理分布区

世界生物地理分區示意圖（未标出南极界）
古北界
新北界
埃塞俄比亞界
新熱帶界
澳新界
東洋界
大洋界

南極界

世界生物地理分區是指在歷史發展過程中形成而在現代生態條件下存在的許多生物類型的總體，是在歷史因素和生態因素共同作用下形成的。動植物的種或其他分類類群，最初是從一個地點發生的，然後由發生地點逐漸向四周擴展分佈。由於陸地本身的地理特徵阻隔，導致各種動植物在地球表面的分佈並不平均，相互相對隔離的不同大陸之間，野生動植物的組成結構也有著巨大的差異。
1857年，鳥類學家菲利普·斯克萊特根據各地鳥類的差別，將全球分為六大鳥區，這就是目前世界生物地理分區的前身。1876年，英國著名博物學家及演化論泰斗華萊士和達爾文都肯定了六大區劃分的正確性，並提出了一些修改，形成六大動植物地理分區。
由於這六大動植物地理分區是在鳥類學研究的基礎上形成的，因此對於其他動植物類群而言略有出入，但形成這種地理分區的基礎是地球表面陸地分佈的物理阻隔，所以對其他動植物類群、特別是陸生脊椎動物而言也適用，只是這些不同類群的脊椎動物的分佈狀態會略有些各自的特色。例如東洋界和澳新界的哺乳動物區別甚大，鳥類的區別雖大但尚有一定的共有類型，而在論及昆蟲的分佈的時候則常將二者合併為印澳界。
目前，世界自然基金會（WWF）將陸地及淡水劃分為以下八個生物地理分布區：
| 生物地理分布區 | 面積（百萬平方公里） | 範圍                                               |
| -------------- | -------------------- | -------------------------------------------------- |
| 古北界         | 54.1                 | 包括歐亞大陸之大部分和非洲北部                     |
| 新北界         | 22.9                 | 包括北美洲絕大部分                                 |
| 埃塞俄比亞界   | 22.1                 | 包括撒哈拉以南非洲和阿拉伯半島                     |
| 新熱帶界       | 19.0                 | 包括南美洲、中美洲及加勒比地區                     |
| 澳新界         | 7.6                  | 包括澳大利亞、新西蘭、新幾內亞、美拉尼西亞之大部分 |
| 東洋界         | 7.5                  | 包括印度次大陆、東南亞、中國南部                   |
| 大洋界         | 1.0                  | 包括玻里尼西亞（新西蘭除外）、密克羅尼西亞以及斐濟 |
| 南極界         | 3                    | 包括南極洲                                         |

另外，古北界及新北界有時亦合稱作全北界。

## 外部連結
- 中國大百科智慧藏-陸棲動物區劃